# Le Mutant (supermarché)
Pour l’article homonyme, voir Le Mutant (feuilleton).
Le Mutant était une enseigne de hard-discount et une entreprise du secteur de la grande distribution à prédominance alimentaire disparue en 2015.

## Généralités
Le Mutant a été créé par Coop (Normandie-Picardie) en 1986 afin de répondre à la concurrence des hard-discount allemands. Coop Alsace inaugura son premier magasin Le Mutant en 1990. Coop Champagne adopta l'enseigne en 1993 jusqu'en juillet 2006.
Le siège social de l'enseigne se trouve au Grand-Quevilly dans l'agglomération de Rouen.

## Actualités
Au 31 décembre 2009, 194 magasins de Normandie, Picardie, Pays de la Loire et du Sud-Ouest portent l'enseigne Le Mutant (hors magasins de Coop Alsace). L'enseigne, par le biais de sa centrale d'achats indépendante, a lancé dans le courant de l'année sa marque de distributeur LM, avec le slogan La signature pour la qualité à prix discount. Néanmoins, les difficultés économiques s'accentuent, la centrale d'achat étant de taille trop restreinte pour obtenir les prix d'achat permettant de concurrencer les grands groupes engagés dans une guerre des prix.
En avril 2010, Le Mutant lance son site Internet www.lemutant.fr, fermé à ce jour.
À partir de 2013, les difficultés s'aggravant, Le Mutant est associé au groupe Casino : environ la moitié des magasins est rachetée directement tandis que l'autre moitié reste propriété des sociétaires. S'ils sont tous sous l'enseigne Leader Price, les magasins appartenant aux sociétaires de la Coop sont reconnaissables au logo COOP en façade. 
Le dernier supermarché Le Mutant, situé à Saint-André-de-l'Eure et ouvert en 2000, ferme définitivement le 13 juin 2015, signant la disparition de l'enseigne.